# Frederick McEvoy
Frederick Joseph McEvoy (* 12. Februar 1907 in St. Kilda, Melbourne, Australien; † 7. November 1951 auf See) war ein australischer Sportler und Playboy. Er war der erste Australier, der eine Medaille bei den Olympischen Winterspielen gewann. Wegen seines riskanten, extravaganten Lebensstils erhielt er den Spitznamen „Suicide Freddie“.

## Leben

### Jugend und sportliche Erfolge
Frederick Joseph McEvoy wurde am 12. Februar 1907 in St. Kilda, einem Stadtteil von Melbourne, Australien, als Sohn der in Neuseeland geborenen Sängerin Violet Healy und des aus Melbourne stammenden Frederick Aloysius McEvoy geboren. Frederick Aloysius McEvoy starb 1913. Violet McEvoy reiste mit ihren beiden Söhnen in die Schweiz, wo sie sich im luxuriösen Badrutt’s Palace Hotel in St. Moritz aufhielt. Der Ausbruch des Ersten Weltkriegs 1914 verhinderte die geplante Übersiedlung nach England, sodass Frederick McEvoy bis zu seinem 11. Lebensjahr in der Schweiz aufwuchs. Nach Kriegsende wurden er und sein Bruder nach England geschickt, wo sie das Stonyhurst College, eine katholische Schule in der Tradition der Jesuiten, in Lancashire absolvierten.
1925 beendete er die Schule und führte danach ein unstetes Leben, das ihn nach einem kurzen Aufenthalt in Australien zurück in die Schweiz, nach England und in die USA führte. In England lernte er 1934 den Australier Errol Flynn kennen, der als noch unbekannter Schauspieler im Londoner West End auftrat. Aus dieser Begegnung entwickelte sich eine lebenslange Freundschaft. Rein physisch und in ihrer Aufmachung – Frisur, Kleidung und schmaler Oberlippenbart – sahen sich die beiden Männer so ähnlich, dass man sie für Brüder halten konnte.

### Karriere als Bobfahrer

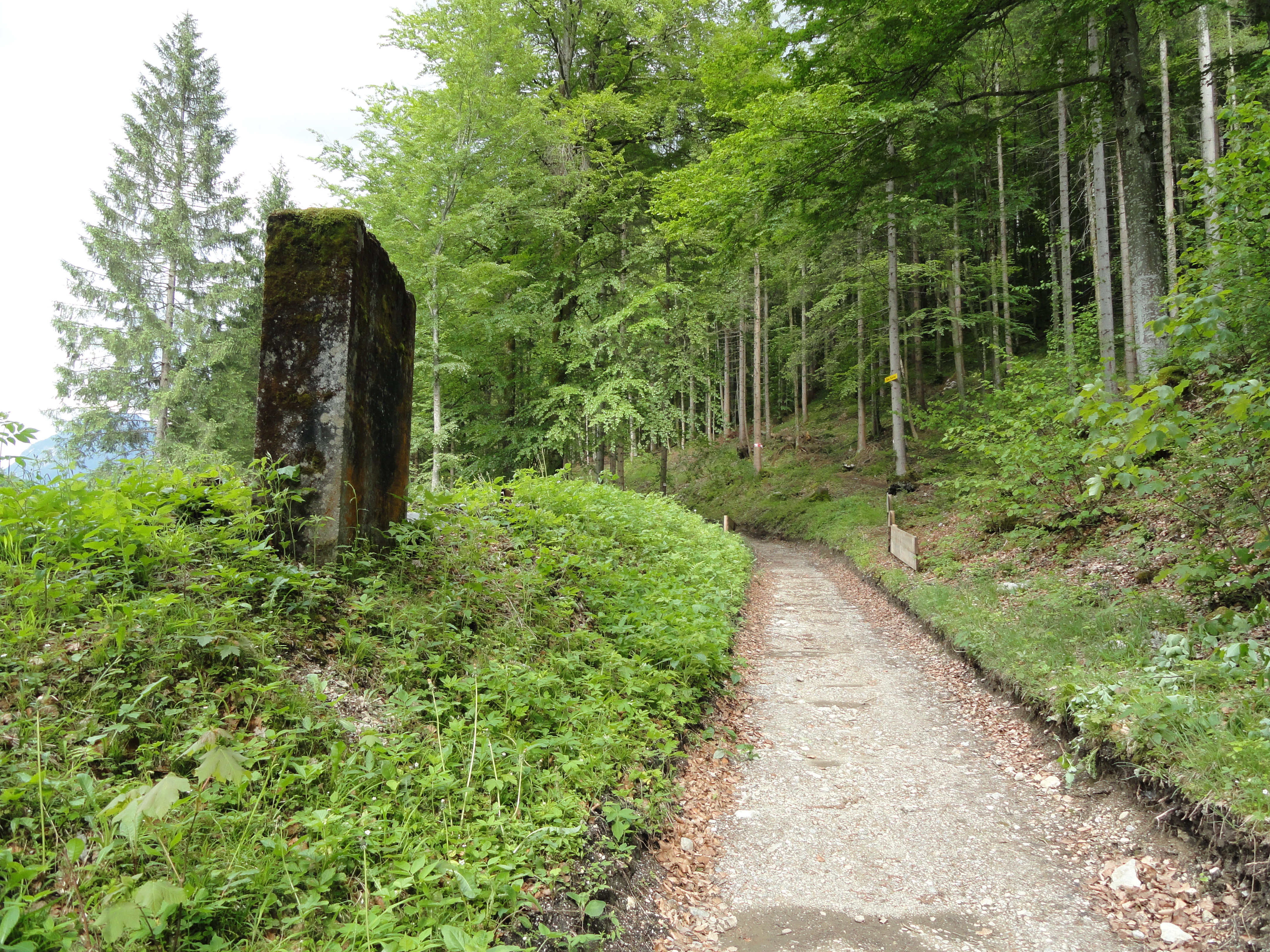
Die ehemalige Olympia-Bobbahn Rießersee, wo Frederick McEvoy bei den Winterspielen 1936 als Fahnenträger der britischen Mannschaft an den Start ging

1935 nahm Frederick McEvoy an den Weltmeisterschaften im Viererbob in St. Moritz teil. Bei den Olympischen Winterspielen 1936 in Garmisch-Partenkirchen war er der Fahnenträger der britischen Mannschaft. Er war Teil des Viererbobteams mit James Cardno, Guy Dugdale und Charles Green, das auf der Olympia-Bobbahn Rießersee die Bronzemedaille im Viererbob gewann. Zusammen mit Cardno wurde er außerdem Vierter im Zweierbob.
Bei den Zweierbob-Weltmeisterschaften 1937 in Cortina d’Ampezzo, erzielte McEvoy weitere Erfolge: Er gewann mit Byran Black die Goldmedaille im Zweier und zusammen mit Black, seinem olympischen Teamkollegen Charles Green und David Looker die Goldmedaille im Viererbob. Im folgenden Jahr kehrten drei der Vierer-Fahrer zurück, um ihren Titel zu verteidigen. Chris Mackintosh ersetzte Byran Black, und das Team konnte ein weiteres Mal Gold holen. Im Zweier-Rennen wurde Charles Green Partner von McEvoy, und das Paar gewann die Silbermedaille. Auch 1939 fuhren beide zusammen und gewannen gemeinsam mit zwei neuen Teamkollegen in Cortina d’Ampezzo Silber im Vierer-Rennen.

### Erfolge im Rennsport und weitere Aktivitäten

Start des Grand Prix de Picardie 1936

Beim Vanderbilt Cup 1936 ging McEvoy mit einem Maserati 6CM an den Start. Angeblich hatte er den Kaufpreis für das Fahrzeug – 25.000 Dollar – kurz vorher beim Backgammon im Spielcasino von Monte Carlo gewonnen. Er bewältigte die anspruchsvolle, rund 480 km (300 Meilen) lange Rennstrecke auf dem Roosevelt Raceway in Westbury auf Long Island, und kam als Sechster ins Ziel. Im gleichen Jahr nahm er an acht europäischen Rennen teil; seine besten Ergebnisse waren der jeweils vierte Platz bei der XII Grand Prix de Picardie am 21. Juni und der XII Coppa Acerbo am 15. August.
Der sportliche, gutaussehende McEvoy galt als Rivale des Rennfahrerkollegen Porfirio Rubirosa und wurde wie dieser in der Presse als Frauenheld und Playboy gefeiert.
1943 lebte McEvoy in Hollywood und trat als Komparse in zwei Filmproduktionen auf. Der erste war die Musikkomödie Thank Your Lucky Stars, bei der David Butler Regie führte. Errol Flynn spielte darin die einzige Musical-Nummer seiner Karriere. Der zweite Auftritt war in dem Film Liebeslied der Wüste (Originaltitel The Desert Song) unter der Regie von Robert Florey.
Nach dem Krieg soll McEvoy, gemeinsam mit Errol Flynn und Igor Trubetzkoi, Waffen, Juwelen und Alkohol von Mexiko-Stadt nach Beverly Hills – und umgekehrt – geschmuggelt haben. Das FBI, das ihn zusammen mit mehreren seiner Freunde und Partner überwachte, beschrieb ihn wie folgt: „Ein internationaler Zuhälter, der an seinem eigenen Wohlergehen interessiert ist und wahrscheinlich nicht an Aktivitäten beteiligt ist, die den Interessen des Landes schaden“ („an international pimp who is interested in his own well being and probably not engaged in activities detrimental to the interests of the country“).

### Ehen und Beziehungen
McEvoy war mehrmals verheiratet; zuerst 1940 mit Beatrice Mai Cartwright (1889–1956), die ein Mitglied der Familie Pratt und dadurch Erbin eines Vermögens von Standard Oil war. Sie hatte vor der Eheschließung mehrere Jahre mit McEvoy zusammengelebt. Die Beziehung hielt nicht lange; 1942 beschuldigte Cartwright McEvoy, sie mit „drei bekannten Frauen der Gesellschaft“ betrogen zu haben.
Wenig später wurde die Scheidung ausgesprochen; McEvoy war bei dem Urteil nicht anwesend, weil er in ein Verfahren gegen Errol Flynn verwickelt war. Der Schauspieler war 1942 von zwei Teenagern angeklagt worden, sie bei einer Party vergewaltigt zu haben. Im Februar 1943 wurde ihm wegen Unzucht mit Minderjährigen der Prozess gemacht. Freddie McEvoy trat als Entlastungszeuge auf. Obwohl sich die Haltlosigkeit der Vorwürfe während des Prozesses zeigte, der mit einem Freispruch in allen Anklagepunkten endete, war Flynns Helden-Image nach Prozessende für immer ruiniert.
Im Februar 1943 heiratete McEvoy Irene Margaret Wrightsman, die Tochter von Charles B. Wrightsman, dem Präsidenten von Standard Oil of Kansas. Wrightsman war zum Zeitpunkt der Hochzeit erst 18, also halb so alt wie ihr Bräutigam. Nachdem sie mit McEvoy durchgebrannt war, wurde sie von ihrem Vater enterbt, und die Ehe dauerte nur zwei Jahre. 1945 lernte McEvoy Barbara Hutton kennen, die sich gerade von ihrem dritten Ehemann Cary Grant hatte scheiden lassen. Die Kaufhauserbin erwarb als gemeinsames Liebesnest ein Chalet in einem Skigebiet in Franconia, New Hampshire. Obwohl in der Presse über eine Hochzeit spekuliert wurde, trennte sich das Paar nach wenigen Monaten. Beide blieben aber befreundet, nachdem Barbara Hutton eine neue Ehe mit Fürst Igor Trubetzkoi eingegangen war und Freddie McEvoy 1949 das französische Fotomodell Claude Stephanie Filatre geheiratet hatte.
1950 war McEvoy Trauzeuge, als Errol Flynn in Monte Carlo die amerikanische Schauspielerin Patrice Wymore zur Frau nahm. McEvoy soll zu dieser Zeit in Cannes an Bord seines 30 m langen Schoners Kangoroa gelebt haben.

## Tod
Am 5. November 1951 waren McEvoy, seine Frau und einige andere Personen auf seinem Schoner (der ihnen auch als Wohnsitz diente) von Tanger zu den Bahamas unterwegs. Kurz vor der Küste Marokkos geriet das Schiff in einen Sturm, und McEvoy schwamm ans Ufer, um Hilfe zu holen, wobei er Claude Stephanie auf dem Mast zurückließ. Er konnte keine Hilfe finden und kehrte zu seiner Frau zurück. Die beiden versuchten, zurück an Land zu schwimmen, aber die Wellen waren zu stark. Ihre Leichen und die von vier weiteren Personen wurden erst zwei Tage später an den Strand gespült und geborgen.
Vieles an dem Unfall erschien seltsam. Die marokkanische Polizei untersuchte, warum erfahrene Segler wie McEvoy und seine Mannschaft tagsüber auf Felsen auflaufen konnten, die sichtbar und klar kartiert waren. Rätselhaft blieb auch, dass Frederick McEvoy und seine Frau das Ufer nicht erreichten, obwohl drei Mitglieder der Besatzung dies ohne große Schwierigkeiten geschafft hatten. Zudem stellte sich heraus, dass einer der Überlebenden wegen Mordes gesucht wurde. Er gab den Namen Walter Praxmarer an, aber die österreichische Polizei, die sein Foto in den europäischen Zeitungen sah, identifizierte ihn als Manfred Lenther, der 1945 angeklagt worden war, eine Frau in Berlin ermordet zu haben. Er wurde im Mai 1954 vor einem Salzburger Gericht des Mordes für schuldig befunden. Außerdem war der britische Geheimdienst zum Zeitpunkt des Schiffbruchs auf der Spur von McEvoy, der als Waffenhändler und Schmuggler von Waren zwischen Tanger und Frankreich verdächtigt wurde. Um seinen Tod rankten sich jede Menge Geheimnisse, unter anderem um Diamanten und Whisky im Wert von fünfzehntausend Pfund an Bord des Schiffs. Ein in Marokko einberufenes französisches Gericht kam zu der Einschätzung, dass Freddie McEvoy, Claude Stephanie Filatre, ihr Dienstmädchen und drei Matrosen durch Unbekannte ermordet wurden, aber zu einer Festnahme oder Anklage kam es nie.
Frederick McEvoy und seine Frau wurden am 28. Dezember 1951 auf einem Friedhof in der Nähe von Casablanca beigesetzt.